# Baiami stirlingi
Baiami stirlingi är en spindelart som beskrevs av Gray 1981. Baiami stirlingi ingår i släktet Baiami och familjen Stiphidiidae.
Artens utbredningsområde är Western Australia. Inga underarter finns listade.